# Gondvana
Ovaj članak je o starom superkontinentu Gondvani. Za indijsku regiju nazvanu Gondwana pogledajte Gondwana (Indija).
Gondvana ili Gondwana (izvorno Gondwanaland), južni superkontinent koji se sastojao od većine kopnenih masa koje sačinjavaju današnje kontinente južne hemisfere: Antarktiku, Južnu Ameriku, Afriku, Madagaskar, Indiju, Arabiju, Australiju-Novu Gvineju i Novi Zeland. Gondvana se formirala u ranoj juri prije oko 200 milijuna godina nakon loma Pangeje. Ostali kontinenti u to doba — Sjeverna Amerika i Euroazija — bili su još spojeni, formirajući sjeverni superkontinent, Lauraziju.
Iako se središte Gondvane nalazilo otprilike ondje gdje se danas nalazi Antarktika (na samom jugu globusa), klima je općenito bila umjerena. Tijekom mezozoika prosječne su globalne temperature bile relativno više od današnjih. Gondvana je tada bila dom ogromnoj raznolikosti flore i faune kroz milijune godina.
Superkontinent se počeo lomiti u kasnoj juri (prije oko 160 milijuna godina) kada se Afrika odvojila i započela polagano pomicati na sjever. Sljedeći ogromni blok koji se odlomio bila je Indija u ranoj kredi (prije oko 125 milijuna godina). Novi Zeland se odlomio prije oko 80 milijuna godina, samo 15 milijuna godina prije masovnog izumiranja na granici krede i tercijara, koje je izbrisalo 50% svih vrsta na planetu od kojih su najpoznatiji dinosauri.
Dok je tercijar (doba sisavaca) započimalo, kontinent Australija-Nova Gvineja počeo se postupno odvajati i pomicati sjevernije (prije 55 milijuna godina), rotirajući se oko svoje osi, te stoga zadržavajući poneku vezu s ostatkom Gondvane za poprilično vrijeme. 
Oko 45 milijuna godina prije indijski potkontinent se sudario s Azijom, prisilivši koru da se izvije i formira Himalaje. Otprilike u isto se vrijeme najjužniji dio Australije (današnja Tasmanija) napokon odvojio od današnje Antarktike, omogućivši po prvi put oceanskim strujama protok između dva kontinenta. To je uzrokovalo stvaranje hladnije i suše klime na obje kopnene mase.
Daleko značajniji događaj u svjetskoj klimi bilo je odvajanje Južne Amerike od Antarktike tijekom oligocena vjerojatno prije 30 milijuna godina. Otvaranjem Drakeovog prolaza nestala je prepreka koja je prisiljavala hladne vode Južnog oceana da odlaze sjevernije gdje su se izmijenjivale s toplijim tropskim vodama. Umjesto toga razvila se hladna cirkumpolarna struja, a Antarktika je postala ono što je danas: hladni kontinent koji je u ledu zarobio velik dio svjetske pitke vode. Morske temperature pale su za 10 stupnjeva, a globalna klima je postala mnogo hladnija.
Oko 15 milijuna godina prije Nova Gvineja je započela sudaranje s južnom Azijom, još jednom potiskujući visoke planine, a još se nedavno Južna Amerika spojila sa Sjevernom Amerikom preko Panamske prevlake. To je uzrokovalo prekidanje cirkulacije tople vode i stvaranje Arktika.
Ime kontinentu dao je Eduard Suess prema Gondwani, regiji u istočnoj Indiji gdje su pronađena geološka obilježja drevnog kontinenta.

## Više informacija
- Alfred Wegener
- Pomicanje kontinenata
- Tektonika ploča
- Pangea
- Polarni dinosauri u Australiji
- Grafički predmeti koji se bave tektonikom i paleontologijom, ovdje:

## Vanjske poveznice
- Animacija koja prikazuje raspadanje Gondvane
- Druga animacija